# Iskandar
Iskandar (IPA: [iskanˈd̪ar]; cirill írással: Искандар) városi jellegű település Üzbegisztán Taskent régiójában, a Boʻstonliq kerületben.

## Fekvése
4 km-rel Barraj település Taskentet Xoʻjakenttel összekötő vasútvonal állomásától.

## Története
A település nevét Nyikolaj Konsztantyinovics Iszkander-Romanov nagyherceg tiszteletére kapta, aki élete nagy részét a közeli Taskentben töltötte száműzetésben. A falu megalapítása előtt az öntözéstechnikai munkájáról híres herceg birtoka volt, aki itt építette ki az Iskander-aryk öntözőrendszert, amely a Chirchiq folyó jobb partján épült meg. Az Iskander-aryk öntözőrendszer neve után egy azonos nevű nagyhercegi falut is alapítottak itt. A falu máig megtartva egykori nevét kivételesen kerülte el a szovjet korszak átnevezéseit.
A szovjet időkben építőanyaggyár, házgyár, téglagyár és 1951-ben üveggyár is épült Iskandarba. Jelenleg a köztársaság textiliparának egyik központja.
1956-ig a település a Kazah Szovjet Szocialista Köztársaság része volt.

## Itt születtek, itt éltek
- Nikolai Konstantinovich Iskander-Romanov itt élt száműzetése éveiben,
- Vlagyimir Alekszandrovics Dzsanyibekov kozmonauta itt született.